# Prix SACD de la dramaturgie francophone
Le prix SACD de la dramaturgie francophone est une récompense décernée depuis 2001 par commission théâtre de la Société des auteurs et compositeurs dramatiques et le Festival des francophonies en Limousin.
Il est attribué à l’auteur d’une œuvre d’expression française choisie parmi des textes proposés par la Maison des Auteurs de Limoges.

## Liste des lauréats

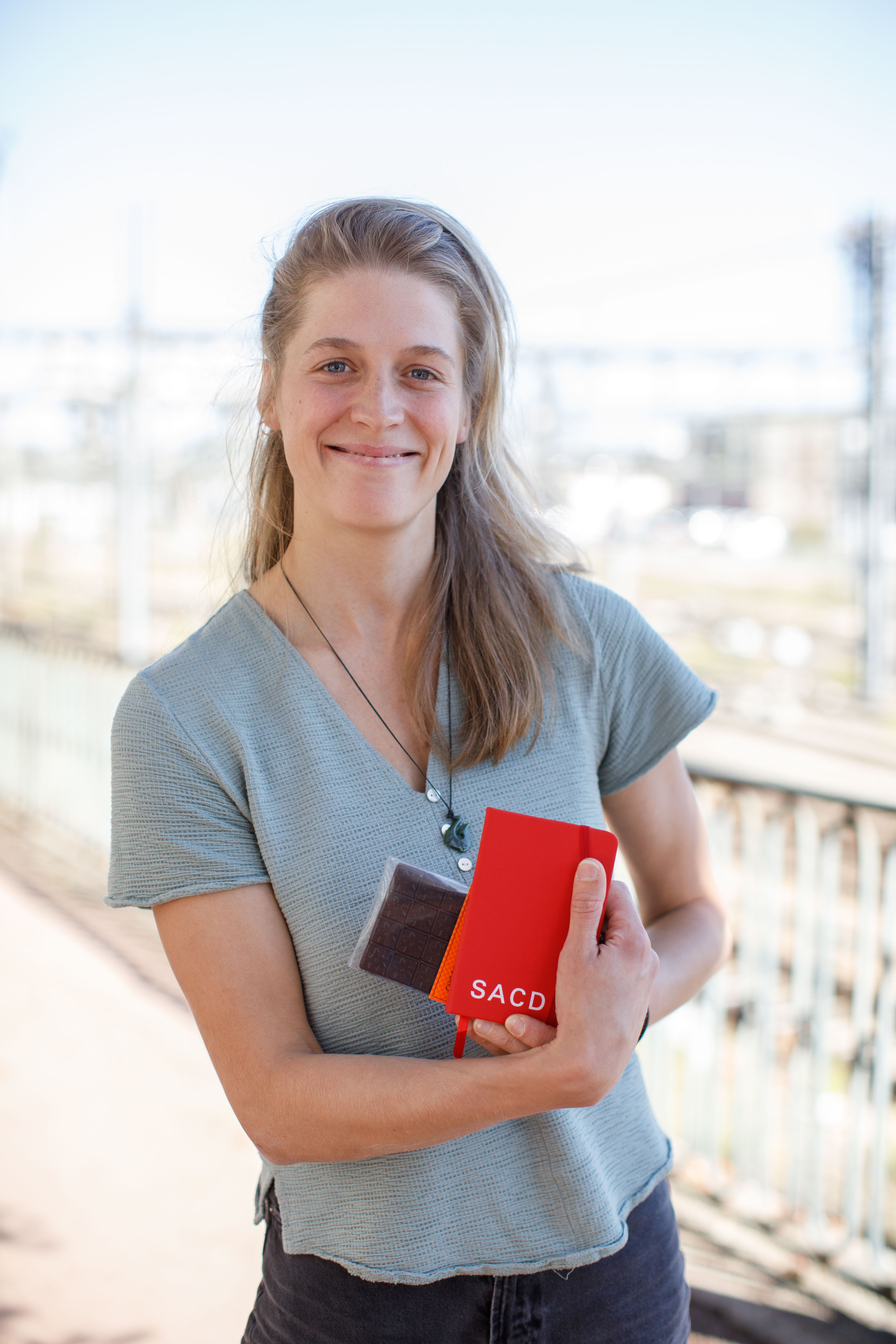
Pamela Ghislain, lauréate en 2023.

- 2001 : Ahmed Ghazali pour Le Mouton et la baleine, Éditions Théâtrales, Maroc, Québec
- 2002 : Éric Durnez pour Bamako (Mélodrame Subsaharien), Éditions Lansman Belgique
- 2003 : Jalila Baccar pour Araberlin, Éditions Théâtrales/Passages Francophones Tunisie
- 2004 :
  - Gustave Akakpo pour La Mère trop tôt, Éditions Lansman, collection Écritures Vagabondes Togo
  - et Suzie Bastien pour Lukalila Editions Comp’act Québec
- 2005 :
  - Jean-Pierre Cannet pour Little boy, la passion, Éditions Théâtrales/Passages Francophones France
  - Marcel Zang pour L’Exilé, Éditions Actes-Sud Papier Cameroun
- 2006 : Patric Saucier pour Deux semaines après l’éternité Québec
- 2007 : Khaldoun Imam pour Les Voix et les échos Syrie Québec
- 2008 : Gerty Dambury pour Trames, Éditions du Manguier France
- 2009 : Jean-René Lemoine pour Erzuli Dahomey, déesse de l’amour, Éditions Les Solitaires Intempestifs Haïti
- 2010 : Evelyne de la Chenelière pour Les Pieds des Anges, Éditions Leméac Québec
- 2011 : Michel Marc Bouchard pour Tom à la ferme, Éditions Leméac Québec
- 2012 : Larry Tremblay pour Cantate de guerre Québec[2]
- 2013 : Antoinette Rychner pour Intimité Data Storage Suisse[3]
- 2014 : Pedro Kadivar pour Pays Iran et Allemagne
- 2015 : Jonathan Bernier (écrivain) (d)  pour Danserault Canada
- 2016 :
  - Céline Delbecq  pour L’enfant sauvage Belgique
  - et Edouard Elvis Bvouma (nl) pour À la guerre comme à la Gameboy Cameroun
- 2017 : Sufo Sufo pour Debout Un Pied Cameroun
- 2018 : Martin Bellemare pour Maître Karim la perdrix Canada
- 2019 : Suzie Bastien pour Sucrés Seize (huit filles) Canada
- 2020 : Andrise Pierre pour Elle voulait ou croyait vouloir et puis tout à coup elle ne veut plus ! Haïti
- 2021 : Pascale Renaud-Hébert pour Hope Town Canada
- 2022 : Emmelyne Octavie (d)  pour À contre-courant, nos larmes France[4]
- 2023 : Pamela Ghislain pour Lune[5].
- 2024 : Valentine Sergo pour  Tatrïz[6].